# Санудо, Марко II

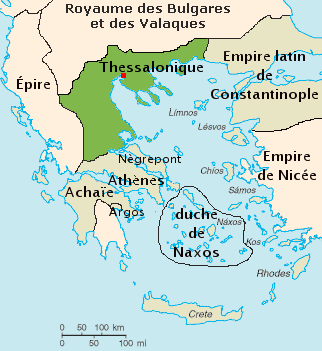
Наксосское герцогство в 1210 году

Марко II Санудо (Marco II Sanudo) (ум. ок. 1303) — третий герцог Наксоса (с 1262).
Родился между 1240 и 1250 годами. Старший сын Анджело Санудо и его жены, которая по утверждению Уильяма Миллера («The Latins in the Levant. A History of Frankish Greece (1204—1566)» (1908) была знатной французской дамой, дочерью Макера (Макария) де Сен-Менеху, сеньора Шаракса.
Вскоре после вступления на престол Марко II потерял несколько островов, захваченных византийцами — Иос, Сифнос, Сикинос и Поликандрос.
Герцогство Наксос в 1277 и 1285 годах включалось в мирные договора, заключенные венецианцами с византийскими императорами Михаилом VIII и Андроником II, при условии, что острова не будут давать убежище пиратам.
Чтобы избавиться от попыток Венеции установить над Наксосом свой сюзеренитет, Марко II Санудо признал себя вассалом князей Ахайи и затем (с 1278) — королей Сицилии из Анжуйской династии.
Во время войны 1296—1303 венецианцы отвоевали у Византии острова Иос, Санторини, Теразия, Аморгос, Кеос и Серифос, когда-то входившие в состав герцогства Наксос. Однако они уже стали считаться фьефами Венеции, и Марко Санудо не смог восстановить сюзеренитет над ними.
Имя и происхождение жены не выяснены. Двое детей:
- Гульельмо (ум. 1323), герцог Наксоса с 1303
- Марко (ум. 1349), сеньор Гриффы. Его внук Никколо Санудо Спеццабанда (ум. 1374) был женат на внучке Гульельмо - Фьоренце Санудо, герцогине Наксоса в 1362-1371 гг.